# Alice Pires
Alice Pires (n. 8 de julho de 1956) é uma fadista e atriz portuguesa, ativa desde os anos 1980, com atuações em teatro, televisão e cinema.

## Biografia
Iniciou-se profissionalmente na década de 1980, vencendo o concurso Canção de Lisboa. Na ocasião, foi elogiada pela atriz Beatriz Costa, membro do júri. Por cerca de 12 anos, atuou na casa de fados O Faia, em Lisboa, e apresentou-se noutras casas tradicionais da capital.

## Carreira Musical
Atuou como membro do projeto musical Entre Vozes, criado em Lisboa no início dos anos 2000, que reuniu as fadistas Maria da Fé, Lenita Gentil, Alexandra, Maria Armanda e Teresa Tapadas.

## Teatro
Fez parte do elenco de revistas teatrais no Parque Mayer, como a produção Tudo Isto É Fardo, realizada no Teatro Maria Vitória.

## Televisão e Cinema
Participou nos programas Herman Enciclopédia e na novela O Olhar da Serpente, assim como no telefilme Vá Cavar Batatas, dirigido por Jorge Queiroga. No cinema, integrou a curta-metragem Telefona-me!, dirigida por Frederico Corado.

## Prémios e Homenagens
Em março de 2006, recebeu as Máscaras de Ouro no Dia Mundial do Teatro. Em 2015, foi homenageada em espetáculo realizado no Teatro Maria Vitória, com participação de vários artistas e reconhecimento público de seu trabalho tradicional no fado.